# 札幌医科大学衛生短期大学部
札幌医科大学衛生短期大学部（さっぽろいかだいがくえいせいたんきだいがくぶ、英語: Scool of Allied Health Professions, Sapporo Medical University）は、北海道札幌市中央区南3条西17丁目に本部を置いていた日本の公立大学である。1983年に設置され、1995年に廃止された。大学の略称は衛短。

## 概要

### 大学全体
- 北海道札幌市中央区に所在した日本の公立短期大学で、設置主体は北海道[注 1]。
- 1983年、旧来の北海道立衛生学院看護婦第一科[注 2]を改組[注 3]かつ札幌医科大学に併設。さらに2つの学科を新設し、3学科で入学総定員90名にて開学[6]。
- 1992年度の入学生を最後に[注釈 1]、1995年に短期大学としての使命を終える[8]。

### 教育および研究
- 札幌医科大学衛生短期大学部は医療技術者の養成にちからをいれていた。札幌医科大学附属病院で臨床十実習が行われていた。

### 学風および特色
- 札幌医科大学衛生短期大学部は学名とおり医科大学内にキャンパスがあったことから、医学部との連携は深いものとなっていた。

## 沿革
- 1982年
  - 6月 左記を以て短期大学設置認可の申請を行う[9]。
- 1983年
  - 1月17日 左記を以て文部省[注 5]より短期大学の設置が認可される[注釈 2]。
  - 4月1日 札幌医科大学衛生短期大学部が以下の学科体制にて開学する[注釈 2]。
    - 看護学科 入学定員50名
    - 理学療法学科 入学定員20名
    - 作業療法学科 入学定員20名
- 1992年
  - 4月1日 この年度をもって学生募集を終了[注釈 1]。
- 1995年
  - 4月25日 左記を以て正式に廃止[8]。

## 基礎データ

### 所在地
- 北海道札幌市中央区南3条西17丁目

### 象徴
- 札幌医科大学衛生短期大学部のカレッジマークは開学5年を迎えた1988年に制定された。放射状紋様(太陽の輝きと七光星)、はばたく鳩、スズラン、SAHP[注 6]、開学した年の1983、楕円の枠組みをデザインとして、グリーンを色としている[12]。

### 年度別学生数

#### 通学課程
- 各年度の学生数はその該当年度の5月1日時点でのデータである。

| -        | 看護学科  | 理学療法学科 | 作業療法学科 | 出典   |
| -------- | --------- | ------------ | ------------ | ------ |
| 入学定員 | 50        | 20           | 20           | -      |
| 総定員   | 150       | 60           | 60           | -      |
| 1983年   | 男0 女50  | 男18 女2     | 男11 女9     | [ 13 ] |
| 1984年   | 男0 女100 | 男38 女8     | 男22 女18    | [ 14 ] |
| 1985年   | 男0 女149 | 男50 女10    | 男29 女28    | [ 15 ] |
| 1986年   | 男1 女150 | 男44 女16    | 男24 女36    | [ 16 ] |
| 1987年   | 男1 女151 | 男43 女17    | 男19 女41    | [ 17 ] |
| 1988年   | 男2 女148 | 男41 女22    | 男15 女43    | [ 18 ] |
| 1989年   | 男1 女155 | 男44 女19    | 男16 女45    | [ 19 ] |
| 1990年   | 男1 女155 | 男52 女16    | 男17 女44    | [ 20 ] |
| 1991年   | 男2 女156 | 男44 女21    | 男19 女46    | [ 21 ] |
| 1992年   | 男2 女154 | 男40 女25    | 男22 女47    | [ 22 ] |
| 1993年   | 男2 女104 | 男22 女21    | 男12 女32    | [ 23 ] |
| 1994年   | 男0 女53  | 男14 女10    | 男7 女15     | [ 24 ] |

## 教育および研究

### 組織

#### 学科[注 7]
- 看護学科 入学定員50名
- 理学療法学科 入学定員20名
- 作業療法学科 入学定員20名

#### 専攻科
- なし

#### 別科
- なし

#### 取得資格について
資格
- 看護師：看護学科
- 理学療法士：理学療法学科
- 作業療法士：作業療法学科

### 研究
- 札幌医科大学衛生短期大学部『札幌医科大学衛生短期大学部理学療法学科卒業研究報告集』[26]

## 学生生活

### 部活動・クラブ活動・サークル活動
- 札幌医科大学衛生短期大学部で活動していたクラブ活動[27]
  - 体育系：バドミントン・テニス・卓球・アーチェリー・バレーボール・野球・バスケットボールほか
  - 文化系：茶道ほか

### 学園祭
- 札幌医科大学衛生短期大学部の学園祭は医大と合同で行われていた。

## 大学関係者と組織

### 大学関係者一覧
歴代学長
- 菊池浩吉
- 谷内昭

## 施設

### キャンパス
- 設備：当時、短大のキャンパスは地下1階・地上6階建てとなっていた。1階が図書室となっていた。

### 寮
- 札幌医科大学衛生短期大学部には医大と同様、「望嶽寮」と呼ばれる学生寮があった。

## 対外関係

### 系列校
- 札幌医科大学

## 卒業後の進路について

### 就職について
- 全学科とも専門職として勤務する人が大半で、実績として札幌医科大学附属病院などがある。